# 虎ノ門

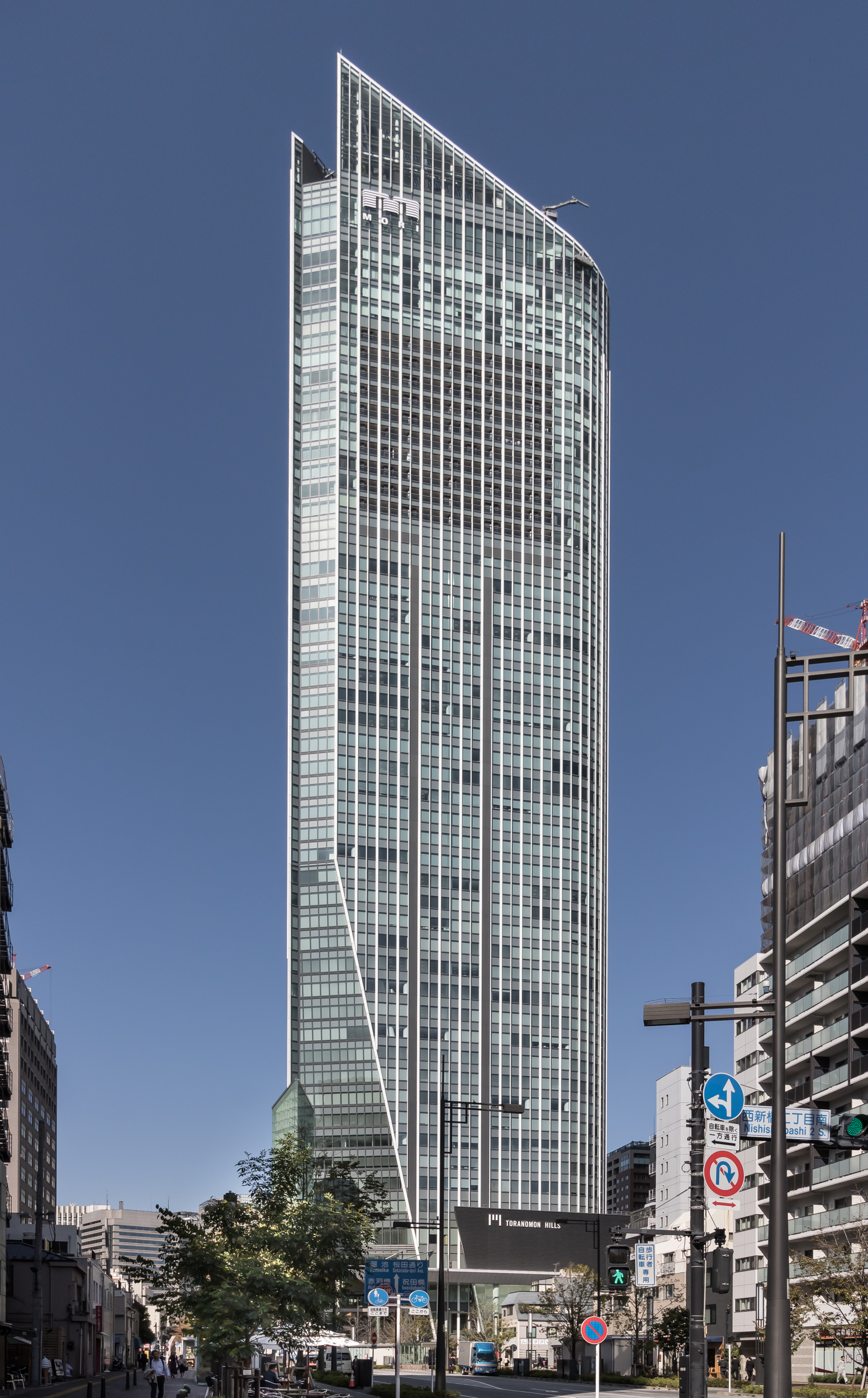
虎ノ門ヒルズ森タワー

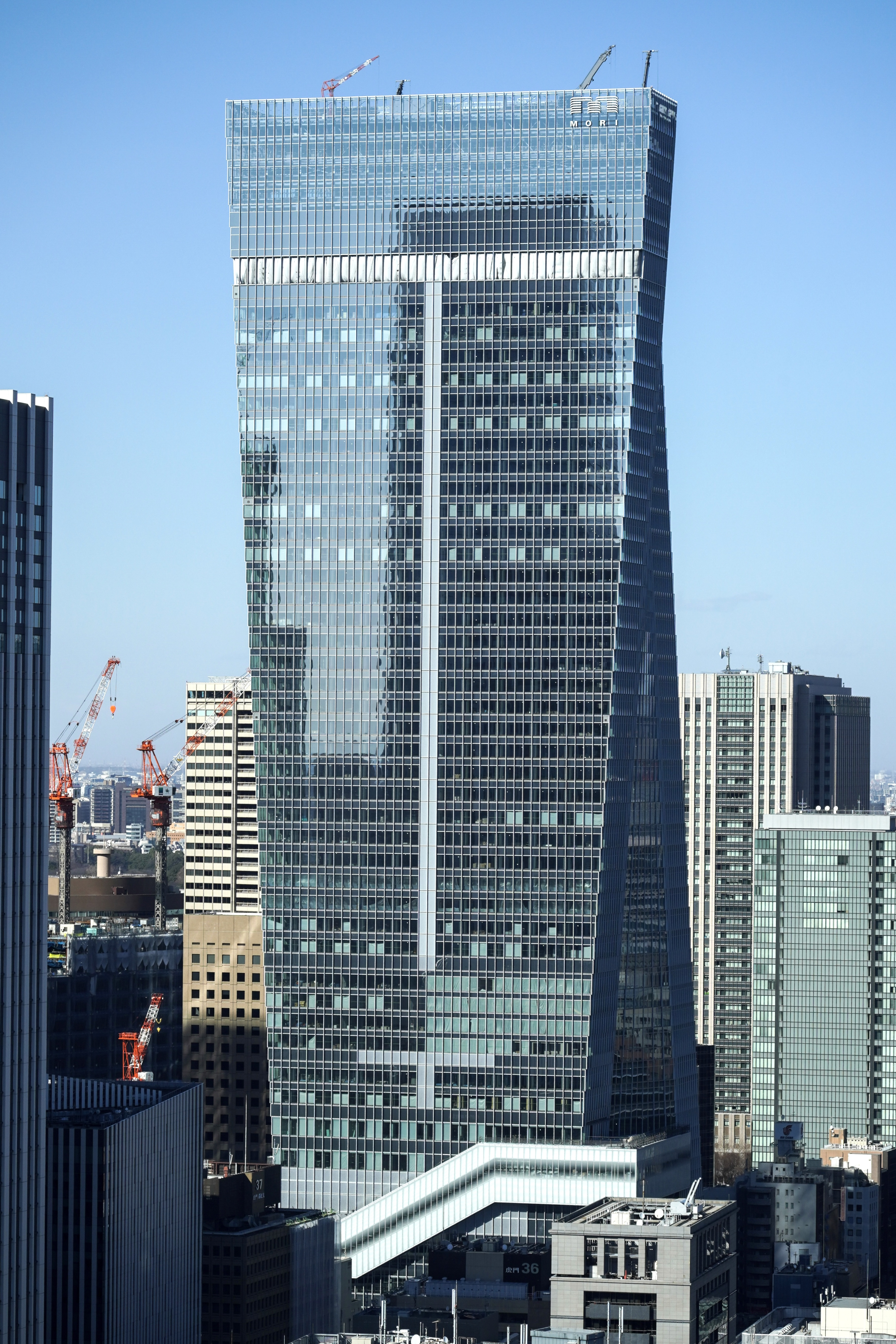
虎ノ門ヒルズステーションタワー

虎ノ門（とらのもん）は、東京都港区の町名。オフィスビルや商業施設の超高層ビルが集中する大規模なオフィス街である。現行行政区画は虎ノ門一丁目から虎ノ門五丁目。芝地区総合支所管内に属する区域の一つ。

## 概要
港区の北部、芝地域（旧芝区）の北端部に位置する。北で千代田区霞が関、東で西新橋・愛宕に、南で芝公園・麻布台に、西で六本木・赤坂に接している。
「虎ノ門」とは江戸城の外堀（現在の虎ノ門交差点附近）にあった城門（江戸城三十六見附の一つ）の名前である。城門の前の土橋は外堀の水の流れをせき止める堰堤（ダム）の役割も兼ねており、虎ノ門から赤坂見附にかけて溜池を形成していた。1874年（明治6年）に城門が撤去された後もその近隣地域の俗称として使われ続け、交差点名や都電・地下鉄銀座線の駅名となった。虎ノ門の名が正式な地名に初めて採用されたのは1949年になってからである。
1977年の住居表示実施により芝西久保地区・芝神谷町などを加えて現在の虎ノ門が成立した。町名を決定する際に、港区は西久保や神谷町とせず、戦前から交差点名・地下鉄の駅名として使われ、住民になじみのある虎ノ門の名を採用した。

## 歴史

### 沿革

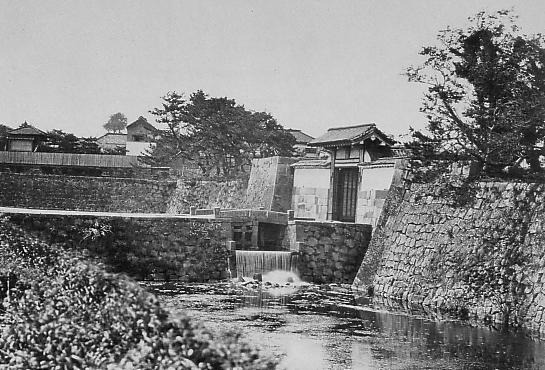
地名の由来となった虎ノ門

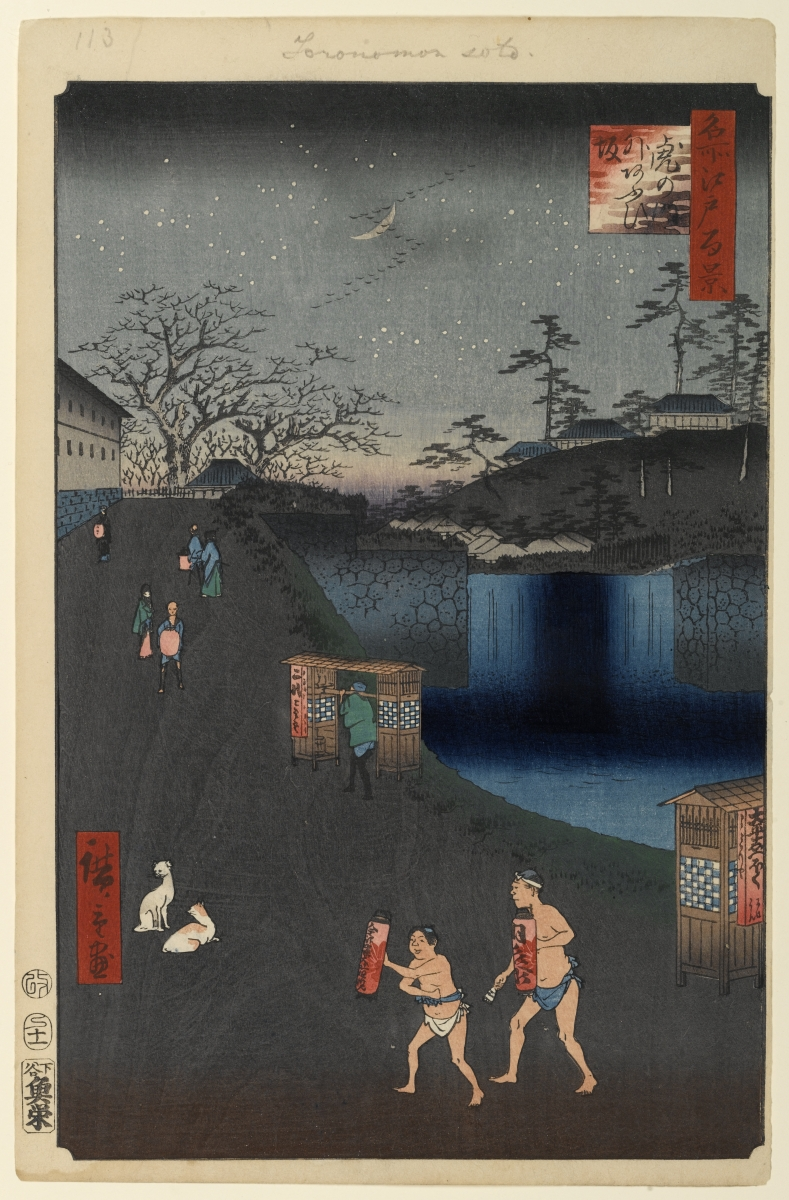
歌川広重「名所江戸百景 虎の門外あふひ坂」

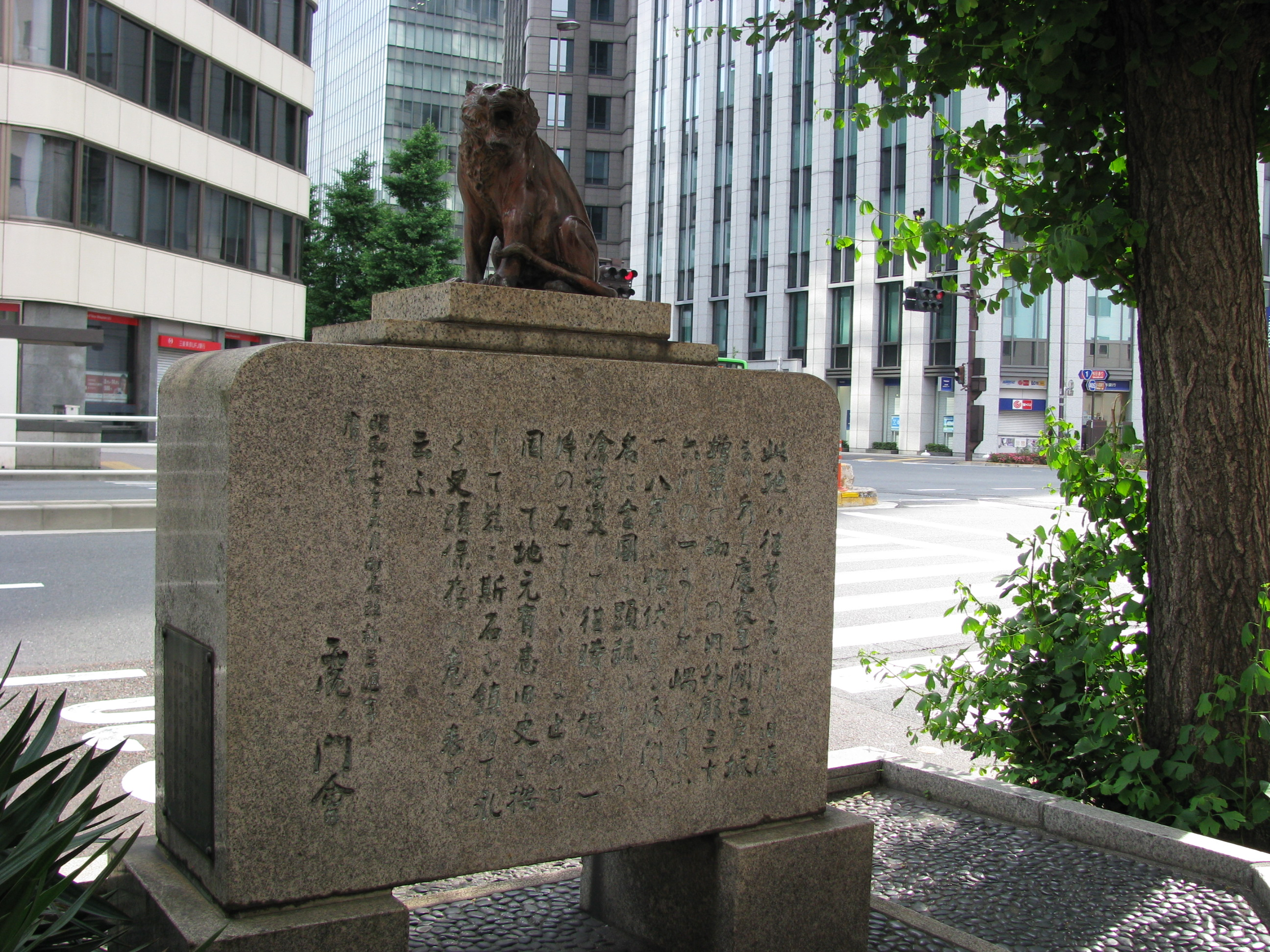
虎ノ門遺址（2010年6月6日）

- 江戸時代 - 現在の虎ノ門の一帯は、ちょうど麻布の台地と愛宕山に挟まれた低地であることから、西久保と呼ばれていた。西久保地区の大部分は武家地・寺社地であった。
- 1662年（寛文2年） - 西久保城山町の住民が武蔵野に移住し、当地に新しく西久保村（西窪村・現在の東京都武蔵野市西久保）を開拓する。
- 1691年（元禄4年） - 用地に召し上げられた葺手町が西久保土取場に代地を与えられ移転してくる。
- 1696年（元禄9年） - 組屋敷があった場所に新しく神谷町が成立する。また元禄期までに、西久保地区に西久保車坂町・西久保新下谷町・西久保同朋町などの町が成立し、町奉行支配となる。
- 1868年（明治元年） - 東京府成立に伴い、西久保地区は東京府の所属となる。
- 1869年（明治2年） - 西久保地区に町域変更が実施され、西久保車坂町・西久保新下谷町・西久保天徳寺門前が合併して西久保巴町が、西久保同朋町・芝富山町・芝北新門前町などが合併して西久保広町がそれぞれ成立した。また、寺社地であったところに西久保八幡町が、武家地であったところに西久保明舟町が成立した。
- 1870年（明治3年） - 虎ノ門内側の幕府の御用屋敷があった敷地が今入町（後の芝虎ノ門町）となる。
- 1873年（明治5年） - 武家地であったところに琴平町・西久保桜川町・西久保城山町などが成立する。
- 1874年（明治6年） - 虎ノ門が撤去される。
- 1878年（明治11年） - 芝区成立に伴い、西久保地区は東京府芝区の所属となる。
- 1889年（明治22年）5月1日 - 東京市成立に伴い、西久保地区は東京市芝区所属となる。
- 1923年（大正12年）12月27日 - 虎ノ門交差点附近において虎ノ門事件が発生する。
- 1938年（昭和13年）11月18日 - 地下鉄虎ノ門駅が開業する。
- 1947年（昭和22年） - 芝区が赤坂区・麻布区と合併して新たに港区が成立。それに伴い西久保地区の町名に「芝」の冠称がつく。
- 1949年（昭和24年） - 芝今入町が芝虎ノ門に改称する（現在の虎ノ門一丁目1番地）。町名に「虎ノ門」が採用されたのはこのときが初めてである。
- 1964年（昭和39年）3月25日 - 芝神谷町に地下鉄神谷町駅が開業する。
- 1977年（昭和52年）9月1日 - 住居表示実施。西久保地区の大部分に近隣の芝神谷町・芝虎ノ門・赤坂葵町などを併せて、現在の虎ノ門が成立する。
- 2014年（平成26年）
  - 3月29日 - 環状2号線新虎通り区間が開通する。
  - 6月11日 - 新虎通りの建設と連動して進められた大規模再開発「虎ノ門ヒルズ 森タワー」が開業する。虎ノ門ヒルズでは、2020年にビジネスタワーが開業しており、2021年にはレジデンシャルタワー、2023年にはステーションタワーが竣工する予定である。
- 2020年（令和2年）6月6日、地下鉄虎ノ門ヒルズ駅が開業する。

### 町名の変遷
| 実施後       | 実施年月日   | 実施前（各町名ともその一部）                     |
| ------------ | ------------ | ------------------------------------------------ |
| 虎ノ門一丁目 | 1977年9月1日 | 芝虎ノ門、芝琴平町、芝西久保桜川町               |
| 虎ノ門二丁目 | 1977年9月1日 | 芝西久保明舟町、赤坂葵町                         |
| 虎ノ門三丁目 | 1977年9月1日 | 芝西久保巴町、芝西久保広町                       |
| 虎ノ門四丁目 | 1977年9月1日 | 芝西久保城山町、芝葺手町、麻布市兵衛町一丁目     |
| 虎ノ門五丁目 | 1977年9月1日 | 芝神谷町、芝西久保八幡町、芝西久保広町、芝仙石町 |

## 世帯数と人口
2025年（令和7年）4月1日現在（港区発表）の世帯数と人口は以下の通りである。
| 丁目         | 世帯数    | 人口    |
| ------------ | --------- | ------- |
| 虎ノ門一丁目 | 275世帯   | 422人   |
| 虎ノ門二丁目 | 12世帯    | 19人    |
| 虎ノ門三丁目 | 1,245世帯 | 1,947人 |
| 虎ノ門四丁目 | 522世帯   | 862人   |
| 虎ノ門五丁目 | 189世帯   | 334人   |
| 計           | 2,243世帯 | 3,584人 |

### 人口の変遷
国勢調査による人口の推移。
| 年                 | 人口  |
| ------------------ | ----- |
| 1995年（平成7年）  | 2,321 |
| 2000年（平成12年） | 2,133 |
| 2005年（平成17年） | 2,215 |
| 2010年（平成22年） | 2,279 |
| 2015年（平成27年） | 3,516 |
| 2020年（令和2年）  | 3,794 |

### 世帯数の変遷
国勢調査による世帯数の推移。
| 年                 | 世帯数 |
| ------------------ | ------ |
| 1995年（平成7年）  | 1,042  |
| 2000年（平成12年） | 1,062  |
| 2005年（平成17年） | 1,268  |
| 2010年（平成22年） | 1,248  |
| 2015年（平成27年） | 2,043  |
| 2020年（令和2年）  | 2,577  |

## 学区
区立小・中学校に通う場合、学区は以下の通りとなる（2022年4月現在）。
- 区域 : 一丁目、二丁目、三丁目、四丁目、五丁目　各全域
  - 小学校 : 港区立御成門小学校
  - 中学校 : 港区立御成門中学校

## 事業所
2021年（令和3年）現在の経済センサス調査による事業所数と従業員数は以下の通りである。
| 丁目         | 事業所数    | 従業員数 |
| ------------ | ----------- | -------- |
| 虎ノ門一丁目 | 944事業所   | 33,634人 |
| 虎ノ門二丁目 | 322事業所   | 16,632人 |
| 虎ノ門三丁目 | 796事業所   | 11,669人 |
| 虎ノ門四丁目 | 407事業所   | 27,343人 |
| 虎ノ門五丁目 | 271事業所   | 4,703人  |
| 計           | 2,740事業所 | 93,981人 |

### 事業者数の変遷
経済センサスによる事業所数の推移。
| 年                 | 事業者数 |
| ------------------ | -------- |
| 2016年（平成28年） | 2,443    |
| 2021年（令和3年）  | 2,740    |

### 従業員数の変遷
経済センサスによる従業員数の推移。
| 年                 | 従業員数 |
| ------------------ | -------- |
| 2016年（平成28年） | 68,790   |
| 2021年（令和3年）  | 93,981   |

## 施設・史跡

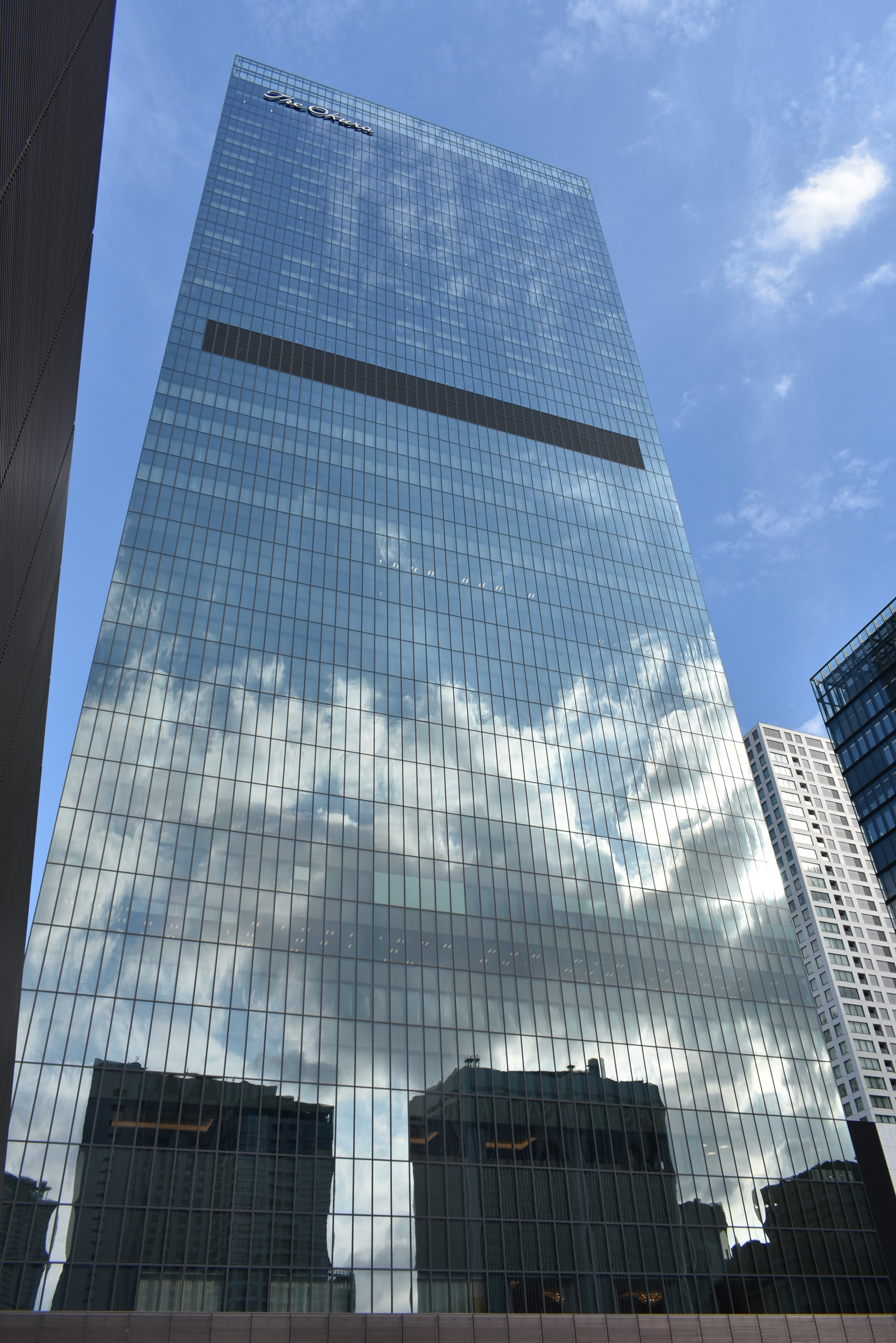
The Okura Tokyo

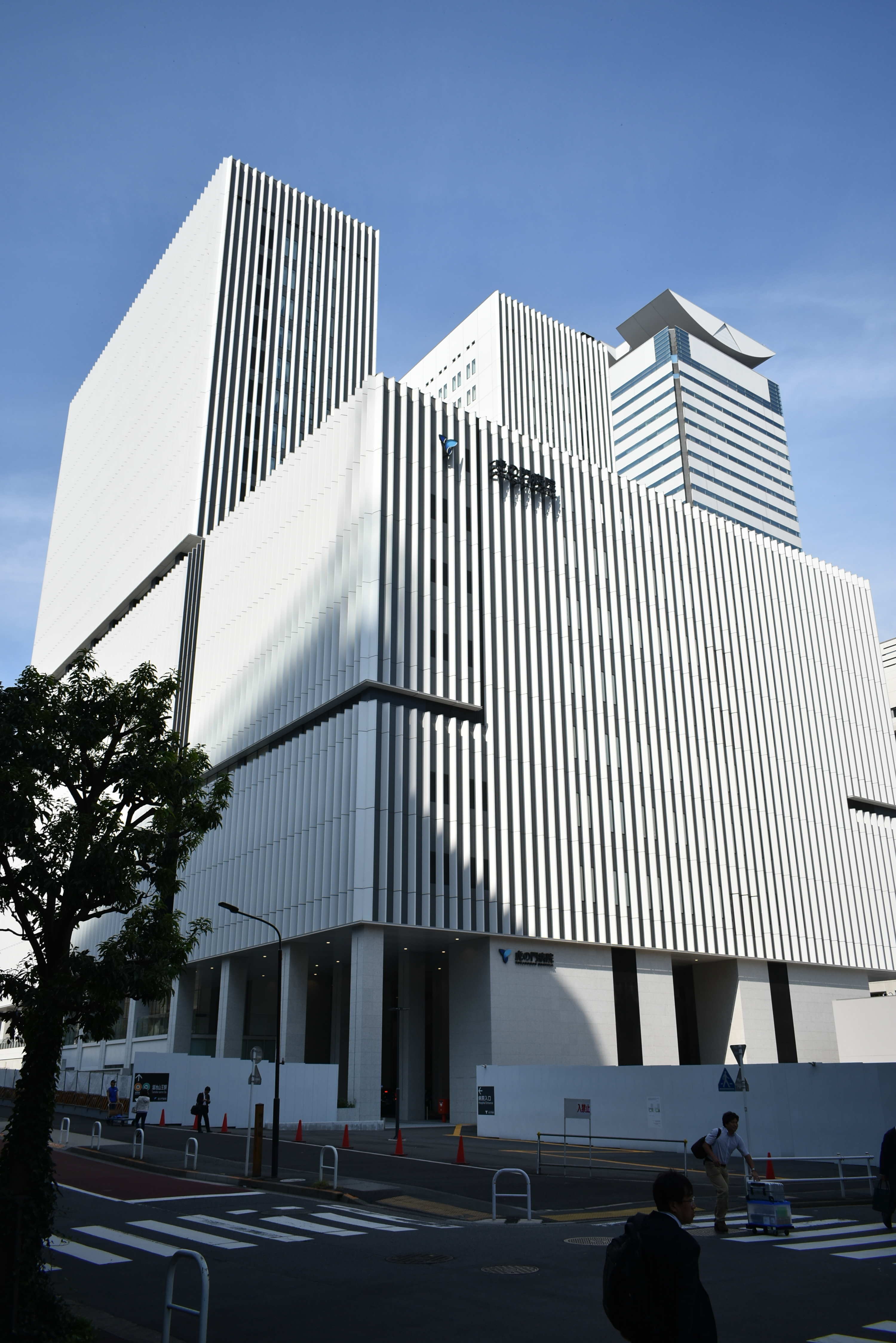
虎の門病院

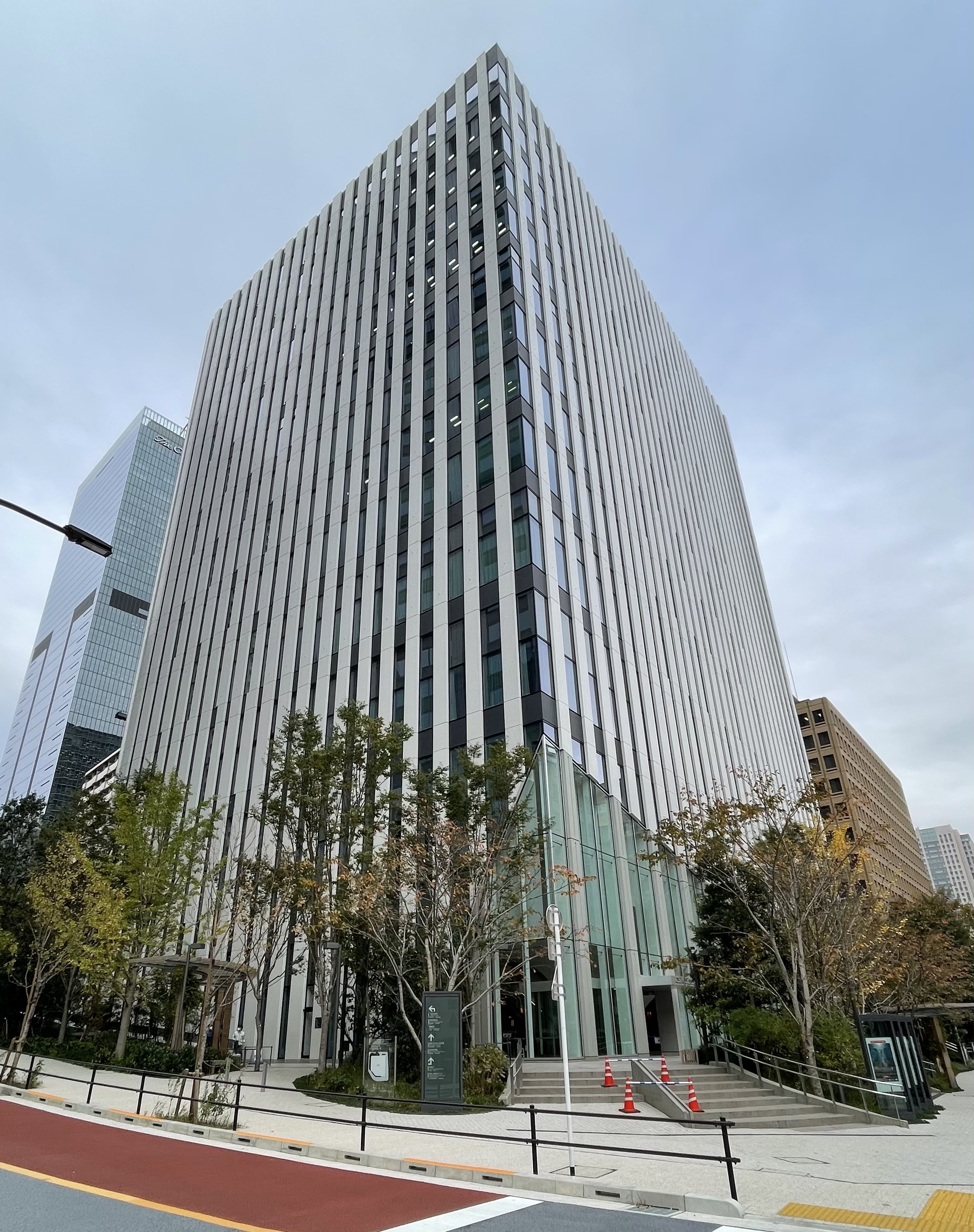
気象庁・港区立教育センター合同庁舎

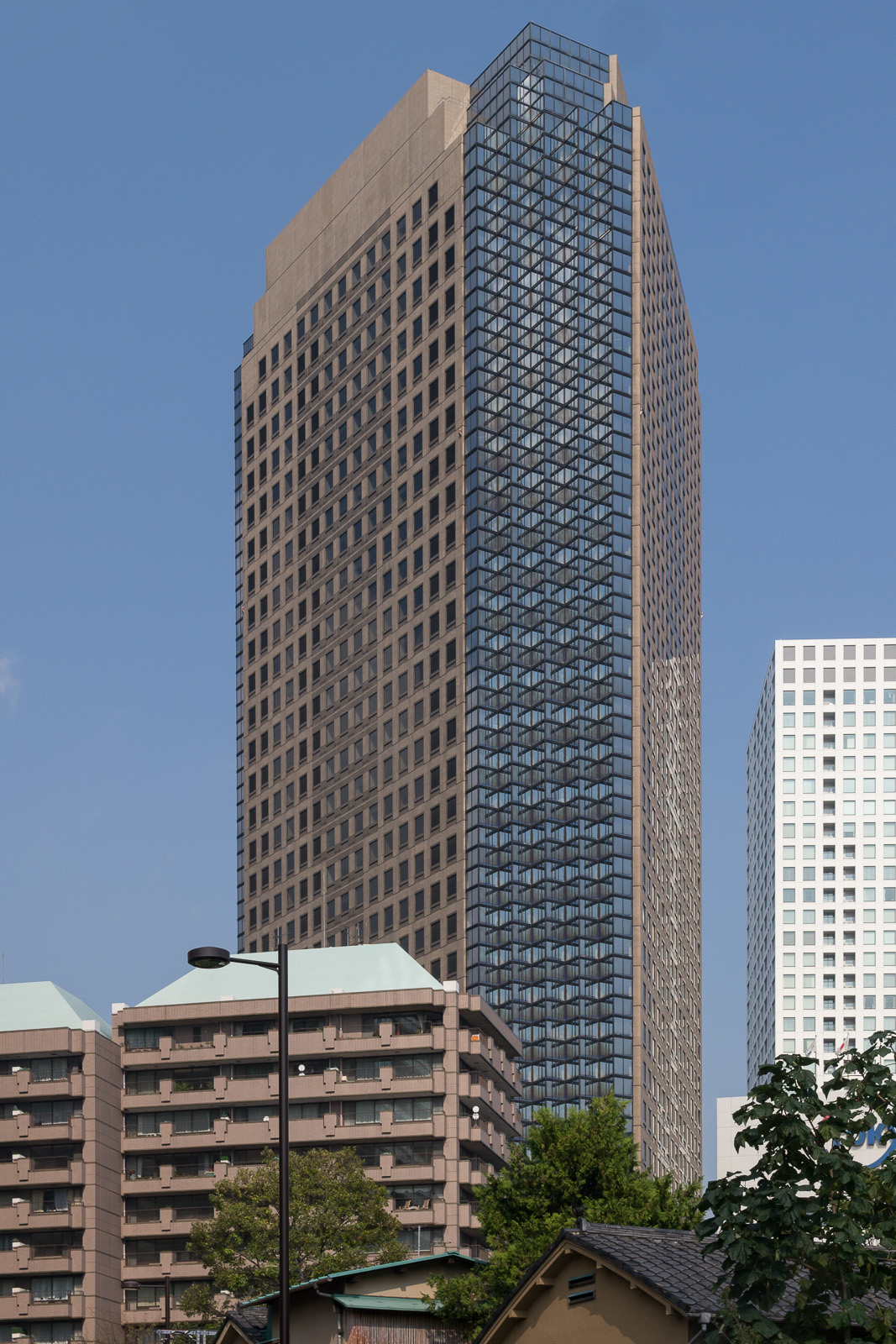
城山トラストタワー

### 虎ノ門一丁目
- 虎ノ門ヒルズ
  - 虎ノ門ヒルズ 森タワー
  - 虎ノ門ヒルズ ビジネスタワー
  - 虎ノ門ヒルズ レジデンシャルタワー
  - 虎ノ門ヒルズ ステーションタワー
  - 虎ノ門ヒルズ郵便局
- 東京虎ノ門グローバルスクエア
- 虎ノ門琴平タワー - 虎ノ門金刀比羅神社内のビル。日経ラジオ社が入居。
- 虎ノ門NNビル
- 虎ノ門郵便局
- 虎ノ門大坂屋砂場

### 虎ノ門二丁目
- 虎ノ門アルセアタワー
  - 本田技研工業
  - 共同通信会館
  - 国立印刷局
- 住友不動産虎ノ門タワー（旧JTビル）
- The Okura Tokyo（旧ホテルオークラ東京）
  - 大倉集古館
- 虎の門病院
- 日本消防会館
- 虎ノ門ダイビル（旧商船三井ビル）
- 虎ノ門ツインビルディング（旧新日鉱ビルディング） - かつての大倉高等商業学校跡地。

### 虎ノ門三丁目
- 気象庁・港区立教育センター合同庁舎
- NTT虎ノ門ビル
- 虎ノ門37ビル - かつて日本エアシステムの本部が入居。
- 栄閑院
- 天徳寺
- ナイジェリア大使館

### 虎ノ門四丁目
- 城山ガーデン
  - 城山トラストタワー
  - 日経虎ノ門別館（旧日経電波会館） - 日経BP本社及びテレビ東京神谷町スタジオが入居。かつてはテレビ東京が本社機能を置いていた。
- 虎ノ門タワーズ
- 東京ワールドゲート 神谷町トラストタワー
- 神谷町MTビル
  - マルタ大使館
- 神谷町郵便局

### 虎ノ門五丁目
- 麻布台ヒルズ
- 西久保八幡神社 - 虎ノ門地区鎮守社。
- オランダヒルズ森タワー
  - テキサス日本事務所
- 大養寺

## 交通

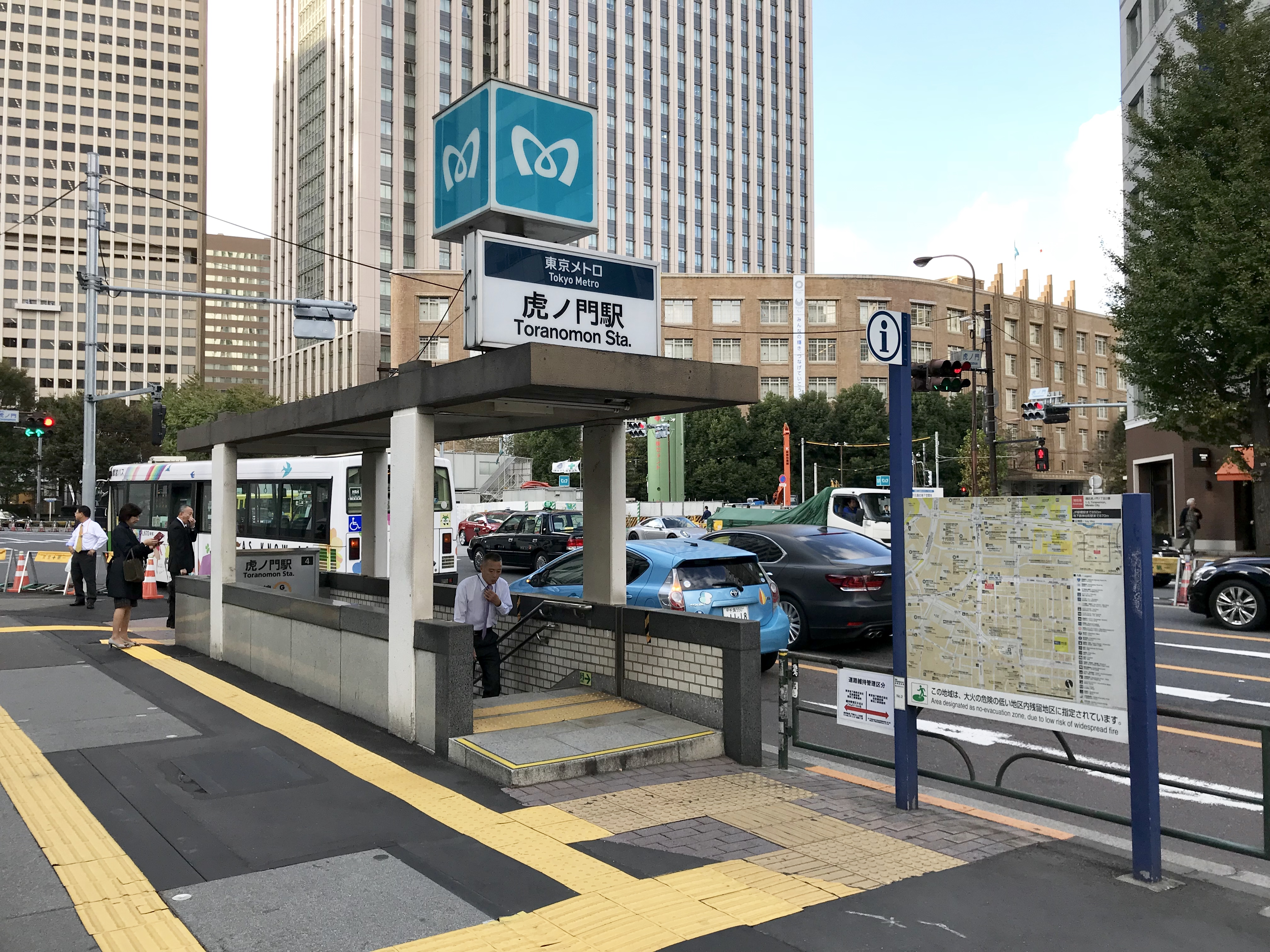
虎ノ門駅

### 鉄道
- 東京地下鉄（東京メトロ）
  -  銀座線
    - 虎ノ門駅

  -  日比谷線
    - 虎ノ門ヒルズ駅[15]
    - 神谷町駅

### 道路
- 国道1号（桜田通り）
- 東京都道405号外濠環状線（外堀通り）
- 東京都市計画道路幹線街路環状第2号線（環二通り・新虎通り）

## その他
- 中央省庁に在籍していた元官僚の天下りを受け入れている非営利法人（特殊法人や公益法人等）の事務所が多くあることから、「虎ノ門」は非営利法人の代名詞で用いられることがある[16][17]。例えば、猪瀬直樹は永田町（政界）・霞が関（中央官庁）・虎ノ門を並列して問題提起している[16]。
- 桜田通り上に連続する「虎ノ門一丁目」「虎ノ門二丁目」「虎ノ門三丁目」の交差点名は、かつて「虎の門～丁目」であったが、環二通り(新虎通り)整備や虎ノ門ヒルズ開業に伴う「虎の門二丁目」交差点のリニューアルを契機に、順次「虎の門～」から「虎ノ門～」に改められた。現在も、「虎ノ門一丁目」と「虎ノ門三丁目」交差点の信号機の交差点名表示板には、上貼り修正した下にかつての「の」の字が浮き上がって見ることができる。

### 日本郵便
- ビル除く全域の郵便番号は、105-0001[4]である。各ビルの郵便番号は以下の通りである[18]。なお、集配局はすべて芝郵便局である。[19]。

| ビル名                         | 地上階    | 郵便番号           | 郵便番号       |
| ビル名                         | 地上階    | 階層ごと           | 地階・階層不明 |
| ------------------------------ | --------- | ------------------ | -------------- |
| 神谷町トラストタワー           | 1階〜30階 | 105-6901〜105-6930 | 105-6990       |
| 城山トラストタワー             | 1階〜37階 | 105-6001〜105-6037 | 105-6090       |
| 虎ノ門ヒルズステーションタワー | 1階〜49階 | 105-5501〜105-5549 | 105-5590       |
| 虎ノ門ヒルズビジネスタワー     | 1階〜36階 | 105-6401〜105-6436 | 105-6490       |
| 虎ノ門ヒルズ森タワー           | 1階〜36階 | 105-6301〜105-6336 | 105-6390       |

※各ビルの郵便番号は6・7ケタ目に地上階毎の郵便番号が割り振られています。（例：1階は「01」、10階は「10」）

## 参考図書
- 『まち探訪ガイドブック』 2007年度版 港区発行
- 猪瀬直樹『日本国の研究』文春文庫、1999年。ISBN 9784167431082。